# Tamangur (Roman)
Tamangur ist das sechste Werk der Schweizer Schriftstellerin Leta Semadeni und ihr erster Roman. Es erzählt aus dem Leben einer Grossmutter und ihrer Enkelin, dem „Kind“, in einem Bergdorf und von der Abwesenheit des Grossvaters. Dieser befindet sich im Paradies für Jäger, das hier „Tamangur“ genannt wird. Das Buch der Lyrikerin erschien 2015 im Zürcher Rotpunktverlag; 2019 erschien ebendort eine erweiterte Neuausgabe.

## Inhalt

### Handlung
Die Grossmutter und das Kind leben in einem kleinen Dorf (S. 7) in den Bergen. Der Grossvater ist abwesend (S. 6), er ist in Tamangur. „Tamangur ist das Paradies der Jäger, und der Großvater, auch ein Jäger, hat es wahrlich verdient, in dieses Paradies eingelassen worden zu sein.“ (S. 22) „Vor einem Jahr hat er sich ganz plötzlich aus dem Staub gemacht, dieser Feigling, wie die Großmutter sagt.“ (S. 37) Der kleine Bruder des Kindes ist auch abwesend. „Still und klein, immer kleiner, mit einer verstörenden Selbstverständlichkeit, ohne sich im Geringsten zu wehren, war der kleine Bruder einem bleichen Fischlein gleich auf dem funkelnden, wilden Wasser geschaukelt, immer weiter weg, immer kleiner, bis er nur noch ein winziger Fleck war, bis ihn eine Welle schliesslich ganz und gar zu sich holte.“ „Wohin geht unser Fluss? […] Ins Schwarze Meer.“ (S. 44) Immer wieder taucht das Geschehen in den Alpträumen des Kindes auf: „Der kleine Bruder ist schon im Schwarzen Meer verschwunden.“ (S. 57)
Oft besucht Elsa die beiden zum Nachtessen und nimmt manchmal ihren Freund Elvis mit, der immer seinen Tarnanzug trägt. „Bei den meisten Leuten weiß man schon im Voraus, was sie zu sagen haben, stinklangweilig ist das, […] Die Elsa hingegen steckt voller Überraschungen, sagte die Großmutter, sie ist ein gutes Kind, man muss ihr nur zuhören.“ (S. 38)
Es folgen noch viele Erinnerungen des Grossvaters und Ausschnitte aus dem Leben der Grossmutter und des Kindes. „Tamangur“ endet damit, dass die Grossmutter im Spital ist und meint „[ihre] Seele [sei] noch jung.“ „Am Tag darauf ist auch die Großmutter nach Tamangur gegangen.“ (S. 157)

### Figuren
Die Hauptpersonen sind die Grossmutter, das Kind und der abwesende Grossvater. Die Grossmutter hat ein gutes Verhältnis zu dem Kind und zieht es gross. Der Grossvater ist bereits in Tamangur. Das Kind hat ein Trauma von dem Verschwinden ihres kleinen Bruders, wofür es möglicherweise auch verantwortlich ist. Der Bruder taucht nur in den Erinnerungen auf. Neben Kasimir, der oft zu tief ins Glas schaut, treten auch weitere skurrile Persönlichkeiten auf, allen voran die seltsame Elsa, welche die Grossmutter jeweils spontan besucht und zum Essen vorbei kommt. „Das Kind fürchtet sich ein bisschen vor der Elsa, aber die Großmutter findet sie erfrischend.“ (S. 37–38) Elsa hat Elvis im Schlepptau. Eine weitere Person des Romans ist die Schneiderin mit den Krokodilsäuglein, die Erinnerungen klaut.

### Ort
Das Buch spielt in einem kleinen Dorf in Graubünden, wessen Namen nie genannt wird. In dem Dorf gibt es viele kleine Gassen, durch die das Kind laufen muss, um in die Schule zu gehen, einen Wald, in dem der Grossvater früher gejagt hat, und einen Fluss.
Im Buch wird oft von Tamangur geredet. Es gibt im Engadin einen Flurnamen, der Tamangur heisst. Im Buch wird Tamangur jedoch als ein Ort beschrieben, wo man nach dem Tod hingeht, wo jetzt der Grossvater ist (S. 22). „Ja, ja, das Leben ist doch nur ein Versuch zurückzukehren. Das Kind hebt den Kopf und schaut die Großmutter fragend an. Nach Tamangur, sagt die Großmutter ruhig und löscht das Licht.“ (S. 26)

## Form

### Aufbau, Gattung und äussere Form
Auf dem Cover ist eine Ziege zu sehen, die einige Male im Buch auftaucht (S. 5, 7) und den Leser oder die Leserin schon zu Beginn in die Engadiner Bergwelt hineinführt. „Tamangur“ ist in zwei Auflagen erschienen und zurzeit (Herbst 2020) erst als Hardcover verfügbar.
Tamangur gehört zur Gattung Roman. Das Buch hat 157 Seiten und ist in 84 kurze Kapitel gegliedert. Etwas besonderes an Semadenis Roman ist, dass er in 73 kurze, in sich geschlossene Erzählungen aufgeteilt ist. Die einzelnen Geschichten fügen sich zum Gesamtbild, in dem Alltagsabenteuer und existenzielle Fragen, Verlust und Liebe, Trauer und Humor dicht nebeneinanderliegen. Formal etwas aussergewöhnlich ist, dass der Text immer erst mit 3,3 cm Abstand vom oberen Rand beginnt. Die Geschichte ist chronologisch aufgebaut und beinhaltet viele Rückblicke und Erinnerungen.

### Sprache und Erzähltechnik
Das Prosawerk wird aus einer auktorialen er/sie Perspektive geschrieben. Die einzelnen Szenen sind ziemlich genau beschrieben und zeigen alltägliche Situationen. Speziell ist, dass die Grossmutter, der Grossvater und das Kind keinen Namen haben, obwohl sie die Hauptpersonen sind. Semadeni habe das instinktiv so gemacht, das habe ihr erlaubt, mehr Distanz zu den Figuren zu halten. Tatsächlich hält sie Distanz, sie hat aber auch Mitgefühl, besonders für das Kind.
Die Sprache ist einfach, aber die Sätze können tiefe Bedeutungen haben und manchmal auch etwas komplexer sein. Wie die beiden nach dem Verlust des Grossvaters weiterleben, davon erzählt Semadeni ebenso präzis wie expressiv. In der kindlichen Erzählperspektive kommen Phantasie und Realität gleichermassen zu ihrem Recht, und Leta Semadeni fasst diese magische Mélange in eine Sprache von kräftiger, aber stets unangestrengter Bildlichkeit.  Leta Semadeni meint, dass sie sich "von Sprache inspirieren [lässt und] der Plot eines Buches [...] immer eine sekundäre oder sogar tertiäre Rolle [spiele]." Ein einzelnes Wort, kann sie dazu bringen sich an den Computer zu setzen oder ihr Notizbuch zu nehmen, und zu schreiben.
Tamangur ähnelt einem Gedicht. Semadeni meint, dass jedes ihrer Gedichte aus einer Erzählung entstanden sei. Dann habe sie die Geschichten aufs absolute Minimum komprimiert. Mal weniger zu streichen, das sei befreiend gewesen, sagt sie.

## Rezeption

### Rezeption
SRF Literatur schreibt, „«Tamangur» überzeugt vor allem durch die Sprache und die Gestaltung. Leta Semadeni reiht zahlreiche Prosa-Miniaturen aneinander, die sich am Ende zu einem Gesamtbild zusammenfügen. Dabei verlangt die etwas von den Lesenden, weil sie vieles nur andeutet. Das ganze Bild entsteht im Kopf. Nicht nur das macht den Roman reizvoll.“
„Dieses Romankleinod lebt von Andeutungen, Hinweisen und Möglichkeiten. Und von der Sprache, einer Sprache, die unendlich viel Raum öffnet, ohne jedoch ein Gefühl von Verlorenheit aufkommen zu lassen.“ Schreibt Liliane Studer in viceversaliteratur.ch.
Perlentaucher behauptet, „Fantasie und Realität scheinen Läubli darin gut aufgehoben und mit der kräftigen, aber unangestrengten Bildlichkeit Semadenis eine fruchtbare Verbindung einzugehen.“
„«Tamangur» ist kein aufsehenerregendes Buch. Und trotzdem werden wir auf ein grosses Abenteuer mitgenommen: Leta Semadenis Roman führt in eine Konzentration, die den Kopf frei macht: «Geschichten haben mehrere Möglichkeiten und sie nachzuerzählen oder zu erfinden, schafft neue», wie es im Roman einmal heisst.“

### Auszeichnungen
- 2016 Schweizer Literaturpreis[5]